# Colostygia attenuata
Colostygia attenuata är en fjärilsart som beskrevs av Culot 1919. Colostygia attenuata ingår i släktet Colostygia och familjen mätare. Inga underarter finns listade i Catalogue of Life.